# August Wiegand

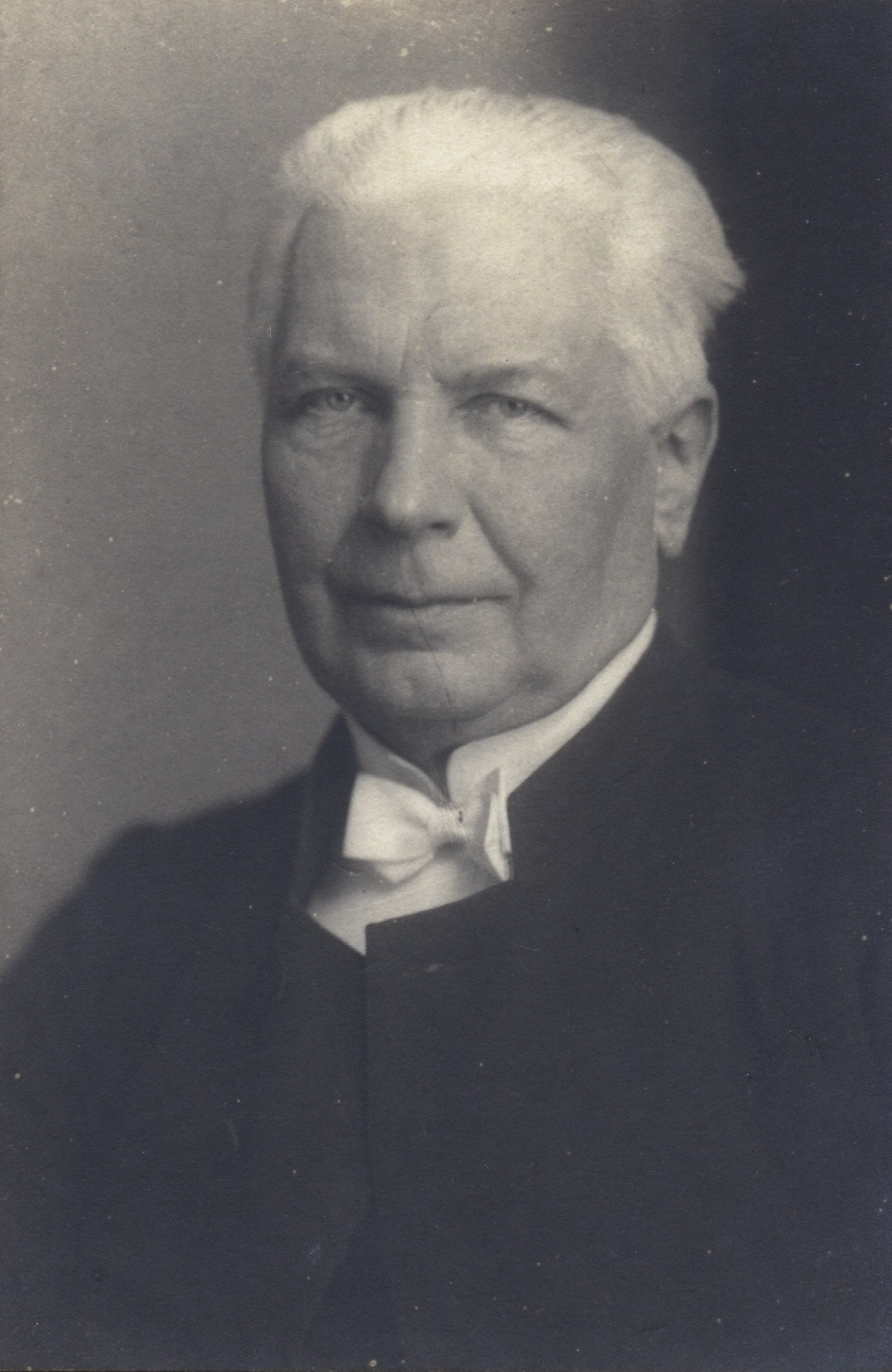
August Wiegand

August Friedrich Carl Peter Wiegand (* 26. Dezember 1864 in Schwerin; † 22. September 1945 ebenda) war ein deutscher lutherischer Theologe. Seine (zweite) Ehefrau Magda Wiegand-Dehn war Textilkünstlerin.

## Leben
August Wiegand machte sein Abitur in Schwerin und studierte anschließend Theologie in Leipzig, Tübingen, Erlangen und Rostock. Er trat dem Leipziger, Erlanger und Rostocker Wingolf bei. 1889/90 ließ er sich am von Franz Delitzsch 1886 gegründeten Institutum Judaicum Delitzschianum in Leipzig zum Judenmissionar ausbilden. 1890/91 ging er im Auftrag einer dänischen Missionsgesellschaft in die deutsche evangelische Gemeinde nach Stanislau in Galizien. Dort gab es jedoch nicht viele Aufgaben für ihn, so dass er im November 1891 die Stellung als Pastor in Perlin annahm.
Die kurze Zeit in Stanislau mit der lebenslangen Freundschaft zu dem christusgläubigen Juden Chajim Jedidjah Pollak, genannt Christian Theophilus Lucky, auch Lucki (1854–1916), blieb nachhaltig für Wiegands Einstellung gegenüber den Juden und Judenchristen. Pollak wurde auf seinen eigenen Wunsch und Wiegands Vermittlung auf dem jüdischen Friedhof Plau beigesetzt.
1902 wurde August Wiegand zum Pastor in Plau gewählt. Noch im selben Jahr nahm er hier als ein ausgezeichneter Kenner der jüdischen Gebräuche zur Wahrung des Minjan aktiv an einem der letzten jüdischen Neujahrsgottesdienste Rosch ha-Schana teil. 1929 folgte seine Ernennung zum Propst. Bereits 1930 erkannte Wiegand die Gefahr des erstarkenden Einflusses der Deutschen Christen und engagierte sich gegen diese Bewegung.
Zum 1. September 1935 wurde Pastor Wiegand wegen einer aufsehenerregenden, vieldiskutierten Predigt gegen die antisemitische Propaganda des nationalsozialistischen Hetzblattes Der Stürmer („Wer den Juden kennt, kennt den Teufel“) als „Judenknecht“ aus dem Amt gedrängt; ihm wurde noch für drei Jahre die Kirchgemeinde Kirchnüchel bei Kletkamp zur Verwaltung übertragen. Auch dort wurde er wegen einiger Predigten von der Gestapo verwarnt. Nach dem Tod seiner Frau im Juli 1938 kehrte Pastor Wiegand im November des Jahres in seine Vaterstadt Schwerin zurück. Hier war er einer der Wenigen, die die letzten in Schwerin verbliebenen Juden und „nicht arischen“ Christen jüdischer Abstammung besuchten und freundschaftliche Kontakte zu ihnen pflegten. Seit 1939 war Wiegand mecklenburgischer Vertrauensmann des Berliner Büro Grüber, das (insbesondere getauften) Juden zur Ausreise in das sichere Ausland verhalf. Etliche Deportationen musste er jedoch hilflos mit ansehen.
Die Menora der jüdischen Gemeinde Schwerin überstand die Zeit des Nationalsozialismus versteckt bei einer Tochter Wiegands.
Als Freund alkoholfreier Getränke – in Plau hatte er einen Abstinenzverein gegründet und geleitet – hatte Wiegand den Ökelnamen „Limonaden-August“.